# إلفورد من وسكس
إلفورد من وسكس (بالإنجليزية: Ælfweard of Wessex)‏  (و. 904 – 924 م) هو ذو سيادة، من مملكة وسكس، ولد في مملكة وسكس، توفي في أكسفورد، عن عمر يناهز 20 عاماً.